# Rolling Fork
Rolling Fork es una ciudad del Condado de Sharkey, Misisipi, Estados Unidos. Según el censo de 2000 tenía una población de 2486 habitantes y una densidad de población de 685.6 hab/km². Además, es el centro administrativo de Sharkey County. En esta ciudad nació el legendario músico de blues Muddy Waters (1913-1983).

## Demografía
Según el censo de 2000, había 2.486 personas, 820 hogares y 620 familias residiendo en la localidad. La densidad de población era de 685,6 hab./km². Había 875 viviendas con una densidad media de 241,3 viviendas/km². El 29,69% de los habitantes eran blancos, el 69,19% afroamericanos, el 0,04% amerindios, el 0,32% asiáticos y el 0,76% pertenecía a dos o más razas. El 0,97% de la población eran hispanos o latinos de cualquier raza.
Según el censo, de los 820 hogares en el 35,9% había menores de 18 años, el 37,9% pertenecía a parejas casadas, el 32,8% tenía a una mujer como cabeza de familia y el 24,3% no eran familias. El 22,2% de los hogares estaba compuesto por un único individuo y el 9,5% pertenecía a alguien mayor de 65 años viviendo solo. El tamaño promedio de los hogares era de 2,90 personas y el de las familias de 3,40.
La población estaba distribuida en un 30,8% de habitantes menores de 18 años, un 11,9% entre 18 y 24 años, un 23,8% de 25 a 44, un 20,4% de 45 a 64 y un 13,2% de 65 años o mayores. La media de edad era 32 años. Por cada 100 mujeres había 83,6 hombres. Por cada 100 mujeres de 18 años o más, había 75,4 hombres.
Los ingresos medios por hogar en la localidad eran de 23.081 dólares ($) y los ingresos medios por familia eran 24.911 $. Los hombres tenían unos ingresos medios de 25.729 $ frente a los 17.065 $ para las mujeres. La renta per cápita para la ciudad era de 11.481 $. El 37,1% de la población y el 30,6% de las familias estaban por debajo del umbral de pobreza. El 50,0% de los menores de 18 años y el 24,6% de los habitantes de 65 años o más vivían por debajo del umbral de pobreza.

## Geografía
Según la Oficina del Censo de los Estados Unidos, la localidad tiene un área total de 3,6 km², todos ellos correspondientes a tierra firme.